# Борджа
Борджа (итал. Borgia) — коммуна в Италии, располагается в регионе Калабрия, подчиняется административному центру Катандзаро.
Рядом с Борджей видны развалины античного города Скилаций, родины Кассиодора, чьё имя носит современный Скуиллаче. В XV—XVIII вв. этими землями владели потомки Джоффре Борджа. В честь рода Борджа и назван этот город.
Население составляет 7269 человек (на 2004 г.), плотность населения составляет 167,8 чел./км². Занимает площадь 42 км². Почтовый индекс — 88021. Телефонный код — 0961.
Покровителем коммуны почитается святой Иоанн Креститель, празднование 24 июня.